# Prins Frisobrug
Prins Frisobrug (brug 430) is een vaste brug in Amsterdam-Zuid.
De voetgangersbrug ligt over een duiker in het Beatrixpark en overspant een binnenwater. Ze geeft toegang tot het park vanuit de Diepenbrockstraat en het Boerenweteringpad. Het ontwerp van deze brug is van Piet Kramer. De brug werd niet aanbesteed; ze werd gebouwd in het kader van de werkverschaffing.
Het geheel wordt gedragen door 14 houten heipalen. De werkzaamheden begonnen op 4 mei 1936, in dan nog in 'Park Zuid' (Prinses Beatrix werd pas in 1938 geboren). De brug werd (van begin tot eind van de borstwering) 23 meter lang, terwijl de onderliggende duiker op zijn breedst ruim 5 meter bedraagt.
De brug vertoont gelijkenis met soortgelijke bruggen die Kramer ontwierp voor het Amsterdamse Bos.
In september 2020 besloten Burgemeester en wethouders van Amsterdam de brug te vernoemen naar de in 2013 omgekomen Friso van Oranje-Nassau van Amsberg. Het park is naar zijn moeder vernoemd.
<<< · 400 · 401 · 402 · 403 · 404 · 405 · 406 · 407 · 408 · 409 · 410 · 411 · 413 · 414 · 415 · 416 · 417 · 418 · 419 · 420 · 421 · 422 · 423 · 424 · 425 · 427 · 429 · 430 · 431 · 432 · 433 · 434 · 435 · 436 · 437 · 438 · 439 · 440 · 441 · 442 · 443 · 444 · 445 · 446 · 447 · 448 · 449 · 450 · 451 · 452 · 453 · 454 · 455 · 456 · 457 · 458 · 459 · 460 · 461 · 462 · 463 · 464 · 465 · 466 · 469 · 470 · 471 · 472 · 473 · 474 · 475 · 476 · 478 · 479 · 480 · 482 · 483 · 485 · 486 · 487 · 488 · 489 · 490 · 491 · 492 · 493 · 494 · 495 · 496 · 497 · 499 · >>>
Brugnummers 412, 426, 428, 467, 468, 477, 481, 484 en 498 zijn niet (meer) vergeven.